# 柯尼古耶佩恩村
柯尼古耶佩恩村（波斯語：كهنه گويه پايين），是伊朗吉兰省阿姆拉什县兰库区沙布庫斯拉特鄉的一个村。2006年人口普查顯示該村人口为111人，分佈在36个家庭中。